# Процесс о трёх миллионах
«Процесс о трёх миллионах» — советский фильм, эксцентрическая комедия режиссёра Якова Протазанова. Фильм создан по мотивам повести и пьесы Умберто Нотари «Три вора».

## Сюжет
Действие происходит в Италии в начале XX века. Банкир Орнано продал дом и уехал по делам, оставив деньги супруге. Норис посылает записку своему любовнику, приглашая его на свидание и, заодно, сообщает, что они могут завладеть богатством. Сообщение перехватывает мошенник Каскарилья. Вор-джентльмен немедленно разрабатывает план того, как он, пользуясь эффектной внешностью и манерами, может очаровать Норис и присвоить деньги.
Как назло для Каскарильи именно в это же время к банкиру случайно забрался мелкий домушник Тапиока, который расстроил блестящую комбинацию. В тот момент, когда пара преступников разбирается с тем, как поделить добычу, неожиданно появляется банкир. Полиция задерживает Тапиоку, а Каскарилье удаётся скрыться.
Дело заканчивается судебным процессом, во время которого Каскарилья решает организовать побег своего незадачливого напарника по преступлению. Он выбрасывает с балкона в зал суда чемодан фальшивых денег и, воспользовавшись суматохой, незаметно выводит Тапиоку на свободу, на прощание отдав часть денег от награбленного.

## В ролях
- Игорь Ильинский — Тапиока, вор-оборванец
- Анатолий Кторов — Каскарилья, вор-джентльмен
- Михаил Климов — банкир Орнано
- Ольга Жизнева — Норис, жена банкира
- Николай Прозоровский — граф Мирамбелли
- Владимир Фогель — человек с биноклем
- Даниил Введенский — взломщик
- Сергей Комаров — камердинер (нет в титрах)
- Серафима Бирман — дама с розой за столиком (нет в титрах)
- Александр Глинский — кабатчик (нет в титрах)
- Борис Барнет — журналист (нет в титрах)
- Софья Левитина — зрительница в зале суда (нет в титрах)
- Владимир Михайлов — монах (нет в титрах)
- Марк Цибульский — монах (нет в титрах)
- Борис Шлихтинг — начальник полиции (нет в титрах)
- Гюльбике Щербатова — эпизод (нет в титрах)

## Критика и влияние
Фильм «Процесс о трёх миллионах» с успехом прошёл в прокате, но критиками был воспринят неоднозначно. С пропагандистской точки зрения картина в 1920-е годы оценивалась как бесхребетная и беззлобная. Авторов обвиняли в чрезмерном увлечении чисто комедийным началом.
Много позже картина была признана одной из вершин творчества Якова Протазанова и предтечей многочисленных работ в жанре эксцентрической криминальной комедии. Тема воров, которые крадут друг у друга, неоднократно переносилась на экран. Много общего можно найти в этой картине с такой комедией, как «Блеф», где элегантные мошенники изымают у конкурента незаконно нажитое.
В 1930 году исполнители ведущих ролей фильма снялись в новой кинокомедии Якова Протазанова — «Праздник святого Иоргена», причём в тех же амплуа «трёх воров» (Игорь Ильинский — вор-оборванец Шульц, Анатолий Кторов — вор-джентльмен Коркис, Михаил Климов — наместник храма святого Иоргена).